# Jamie Hughes (cầu thủ bóng đá)
Jamie Joseph Hughes (sinh ngày 5 tháng 4 năm 1977) là một cựu cầu thủ bóng đá người Anh đáng chú ý khi là vận động viên người Anh Quốc đầu tiên không vượt qua được cuộc kiểm tra chất kích thích thể lực. Trong khi là một cầu thủ YTS ở League One Tranmere Rovers vào tháng 5 năm 1995, ông không vượt qua được cuộc kiểm tra và được cho là sử dụng amphetamines. Ông bị cấm thi đấu bóng đá 6 tháng (đình chỉ 2 năm).
Hughes từng thi đấu cho các câu lạc bộ non-league như Vauxhall Motors, Lancaster City và Ashton United. Ông cũng từng thi đấu cho Rhyl, Bangor City và Connah's Quay Nomads ở League of Wales và Derry City ở giải Ireland.